# Campionato europeo femminile di pallacanestro Under-16 Division B 2005
Il Campionato europeo femminile di pallacanestro Under-16 2005 di Division B (noto anche come FIBA U16 Women's European Championship Division B 2005) si è svolto in Estonia, a Tallinn.

## Classifica finale
| Pos     | Team                 |  |
| ------- | -------------------- |  |
| Oro     | Slovacchia           |  |
| Argento | Estonia              |  |
| Bronzo  | Germania             |  |
| 4.      | Inghilterra          |  |
| 5.      | Romania              |  |
| 6.      | Svezia               |  |
| 7.      | Slovenia             |  |
| 8.      | Irlanda              |  |
| 9.      | Israele              |  |
| 10.     | Lettonia             |  |
| 11.     | Paesi Bassi          |  |
| 12.     | Finlandia            |  |
| 13.     | Bosnia ed Erzegovina |  |
| 14.     | Portogallo           |  |
| 15.     | Islanda              |  |
| 16.     | Austria              |  |